# L'ultima casa a sinistra (film 1972)
L'ultima casa a sinistra (The Last House on the Left) è un film statunitense del 1972 scritto, diretto e montato da Wes Craven e prodotto da Sean S. Cunningham.

## Trama
Mary Collingwood compie 17 anni e ottiene dai suoi il permesso di passare il giorno del compleanno con la sua amica Phyllis, andando assieme ad un concerto, mentre la famiglia prepara i festeggiamenti. Le due finiscono in un quartiere malfamato e chiedono un po' d'erba a Junior, un eroinomane che le invita a casa sua per fumare della marijuana colombiana. Ben presto però si rendono conto di essere cadute in trappola: in casa abita Krug Stillo, uno stupratore sadico, violento e psicopatico, criminale evaso e ricercato, che si nasconde lì con la sua banda di amici fuggitivi, Sadie e Fred. Il gruppo rapisce le due ragazze e violenta Phyllis per tutta la notte sotto gli occhi sconvolti di Mary.
Il giorno dopo Krug e la sua banda portano le ragazze nel bosco per torturarle, prima di fuggire dal paese per evitare di essere catturati dalla polizia, che li cerca in tutto lo stato. Approfittando di un momento di distrazione, Phyllis riesce a fuggire, ma viene raggiunta dal gruppo e sventrata a colpi di machete. Mary intanto cerca di convincere un titubante Junior a lasciarla andare, dato che sembra l'unico ad essere disgustato da quello che gli amici stanno facendo; tuttavia, appena tenta la fuga, viene fermata da Krug, che la violenta selvaggiamente e le incide poi il suo nome sul petto con un coltello; la ragazza sotto choc si addentra lentamente nel lago e Krug le spara un colpo di pistola alla schiena, uccidendola.
Verso sera il gruppo decide di farsi ospitare da qualcuno per la notte poiché l'automobile ha un guasto. Per un tragico caso, l'abitazione più vicina è l'ultima casa a sinistra, cioè quella dei genitori di Mary; la banda riesce a spacciarsi per dei venditori porta a porta a cui è accaduto un incidente, fino a quando i genitori si rendono conto di cosa è successo quando trovano il cadavere della figlia nel bosco e i vestiti insanguinati in una delle valigie degli assassini. Iniziano così la loro vendetta, mettendo in atto una vera e propria carneficina, uccidendo uno ad uno i componenti della banda in maniera brutale e sanguinosa, vendicando così l'assassinio della figlia.

## Storia ed analisi
La trama di L'ultima casa a sinistra è ispirata a quella de La fontana della vergine (1960) del regista Ingmar Bergman, vincitore del Premio Oscar come miglior film di lingua straniera. Le riprese del film iniziarono col nome Night of Vengeance e inizialmente la pellicola conteneva molte più scene di violenza di quelle presenti nella versione definitiva. Il titolo fu cambiato più volte, da Sex Crime of the Century a Krug & Co., prima di essere definitivamente intitolato L'ultima casa a sinistra.
Il film ha diviso l'opinione dei critici, i quali erano incerti se il film fosse un audace tentativo di rendere il concetto di violenza nei moderni film horror o piuttosto un film di violenza fine a se stesso, o una sorta di combinazione tra le due cose. Risulta comunque una interessante dimostrazione di come il genere horror riesca spesso ad analizzare la società in modo più concreto e disilluso di molti altri generi cinematografici: in particolare, il film mostra come, quando si tratta di vendicare i propri figli, la famiglia borghese e bene educata, che all'inizio del film viene mostrata mentre critica la macabra usanza di uccidere un pollo della band che terrà il concerto dove si recherà la figlia, arrivi poi a sprigionare una brutalità certo non inferiore a quella di Krug e la sua banda.
Un'altra stoccata critica del regista sono le scene con i poliziotti, mostrati completamente incapaci e impotenti nell'impedire l'uccisione di Mary e Phyllis e quindi di evitare che i loro genitori compiano una strage per vendicarle. Il pubblico, in ogni caso, andò in massa a guardare il film e lo giudicò, così come accadrà per Non aprite quella porta, un nuovo modo di rappresentare realisticamente la violenza nei film horror.

## Distribuzione
Il film uscì nelle sale statunitensi il 30 agosto 1972 e nelle sale italiane il 20 giugno 1973, distribuito dalla Fida Cinematografica.

### Polemiche nel Regno Unito
Il film ebbe molti problemi con la censura in tutto il mondo (ma non in Italia), ma il caso nel Regno Unito fu quello che ebbe maggior risonanza.
Nel 1974 la BBFC rifiutò di rilasciare il certificato per la proiezione del film nei cinema, a causa delle sue scene di sadismo e violenza. Nei primi anni ottanta, grazie al boom dei videoregistratori di casa, fu pubblicata un'edizione VHS integrale del film. Tuttavia, in occasione dell'approvazione, nel 1984, del Video Recordings Act, il film sconvolse i supervisori che lo bloccarono, finché esso non fu inserito dal Dipartimento delle Pubbliche Persecuzioni nella lista dei Video nasty. La situazione proseguì immutata fino agli anni novanta ma, nel frattempo, si creò attorno a questa pellicola una sorta di leggenda nel Regno Unito, sostenuta dal critico Mark Kermode, che reputò il film come un importante classico.
Nel 2000 il film fu nuovamente presentato alla BBFC per ottenere la certificazione e nuovamente gli fu negata, anche se fu concessa una licenza per proiettarlo una volta a Leicester nel giugno del 2000. Dopo quest'unica proiezione, la BBFC chiarì la sua posizione riguardo al film: esso non avrebbe ricevuto più alcun tipo di certificazione e/o permesso; ne venne intrapresa la nuova realizzazione su nastro nel 2002. Quest'edizione tuttavia fu anch'essa un fallimento in quanto i distributori non avevano intenzione di tagliare alcune scene del film, come richiedeva la BBFC.
Alla fine il film è uscito in DVD nel maggio 2003 con 31 secondi tagliati. Le scene tagliate sono disponibili (come fotografie) nella sezione extra del disco, ed è anche presente un link ad un sito web che permette di vedere le scene tagliate per intero. Ancora non è stato riconosciuto alcun permesso per la proiezione nei cinema e non è nemmeno stata pubblicata una versione del DVD integrale.

### Il DVD italiano
Il DVD italiano è stato distribuito dalla Raro Video, nella categoria Horror Club, in associazione con Minerva Pictures e Nocturno, in una edizione a 2 dischi. Il primo contiene la copia italiana (80:34) nel formato 4:3, invece il secondo presenta la versione inglese del film, in lingua originale con sottotitoli in italiano, ed è in formato 16:9.
Nel primo disco sono presenti due documentari: Celluloid Crime of the Century, sottotitolato in italiano, dalla durata di 40 minuti, e Scoring Last House, dalla durata di 9 minuti e sempre sottotitolato.
Nel secondo disco ci sono il trailer originale inglese, il trailer tedesco e due gallerie fotografiche. All'interno della custodia, oltre ai due dischi, si trova anche un opuscolo di quattro pagine che spiega in breve la creazione del film:
- le riprese del film si svolsero tra il 2 ottobre e il 6 novembre 1971;
- il budget per il film fu di circa 90 000$;
- il regista e gli sceneggiatori di Saw II - La soluzione dell'enigma, nelle interviste rilasciate per il DVD del film stesso, hanno dichiarato che ci sono molteplici allusioni a questo film. La più ovvia è quando Jigsaw dice all'investigatore Matthew che suo figlio è: "nell'ultima casa a sinistra";
- nel 1975 dal film è stato tratto una sorta di remake italiano intitolato L'ultimo treno della notte, diretto da Aldo Lado;
- nella versione originale Junior è figlio di Krug, mentre nella versione doppiata in italiano è solo un complice;
- il personaggio di Krug Stillo ha gettato le basi per il più famoso personaggio ideato da Craven, Freddy Krueger: entrambi erano depravati che uccidevano adolescenti.

## Remake

### 2005
Nel 2005 fu fatto un remake del film sotto il nome di Chaos (da molti considerata un plagio più che un remake). Sebbene i creatori del film neghino qualsiasi collegamento con L'ultima casa a sinistra, la trama del film è praticamente identica e anche il suo sito suggerisce qualche collegamento tra i due film. Tuttora questo film è inedito in Italia e anche negli Stati Uniti è praticamente sconosciuto.

### 2009
Dopo il semi-sconosciuto Chaos, nel 2009 è stato realizzato un omonimo remake diretto da Dennis Iliadis e prodotto da Wes Craven e Sean S. Cunningham.